# Uroobovella ipidisimilis
Uroobovella ipidisimilis es una especie de arácnido del orden Mesostigmata de la familia Urodinychidae.

## Distribución geográfica
Se encuentra en Alemania y Polonia.